# يوليان ياكوبس
يوليان ياكوبس (بالألمانية: Julian Jakobs)‏ هو لاعب كرة قدم ألماني في مركز الوسط، ولد في 15 فبراير 1990 في زيغن في ألمانيا. لعب مع هانزا روستوك.

## وصلات خارجية
- جوليان ياكوبس على موقع قاعدة بيانات كرة القدم.إي يو (الإنجليزية)
- جوليان ياكوبس على موقع بيانات كرة القدم. دي إي (الألمانية)
- جوليان ياكوبس على موقع عالم كرة القدم.نت (الإنجليزية)